# Gastrotheca pachachacae
Espèce
Gastrotheca pachachacae est une espèce d'amphibiens de la famille des Hemiphractidae.

## Répartition
Cette espèce est endémique de la région d'Apurímac au Pérou. Elle se rencontre à Chinchay vers 3 050 m d'altitude dans le bassin du río Pachachaca.

## Description
Les mâles mesurent de 28,7 à 29,2 mm et les femelles jusqu'à 35,3 mm.

## Étymologie
Son nom d'espèce lui a été donné en référence à son lieu de découverte, le río Pachachaca.

## Publication originale
- Catenazzi & von May. 2011 : New Species of Marsupial Frog (Hemiphractidae: Gastrotheca) from an Isolated Montane Forest in Southern Peru. Journal of Herpetology, vol. 45, no 2, p. 161-166.